# Take a Look Around (Limp Bizkit)
Take a Look Around is een nummer van de Amerikaanse raprockband Limp Bizkit uit 2000. Het is afkomstig van de soundtrack van de film Mission: Impossible II. Tevens is het de eerste single van Chocolate Starfish and the Hot Dog Flavored Water, het derde studioalbum van Limp Bizkit.
De gitaarriff op het nummer is gebaseerd op het originele titelnummer van Mission: Impossible. Het nummer flopte in Amerika, maar werd wel een grote hit in Europa en Oceanië. In de Nederlandse Top 40 bereikte het de 8e positie, en in de Vlaamse Ultratop 50 de 10e.